# الساندرو ساندریانی
الساندرو ساندریانی (انگلیسی: Alessandro Sandreani؛ زادهٔ ۲۰ اکتبر ۱۹۷۹) بازیکن فوتبال اهل ایتالیا است.